# Leggi delle XII tavole

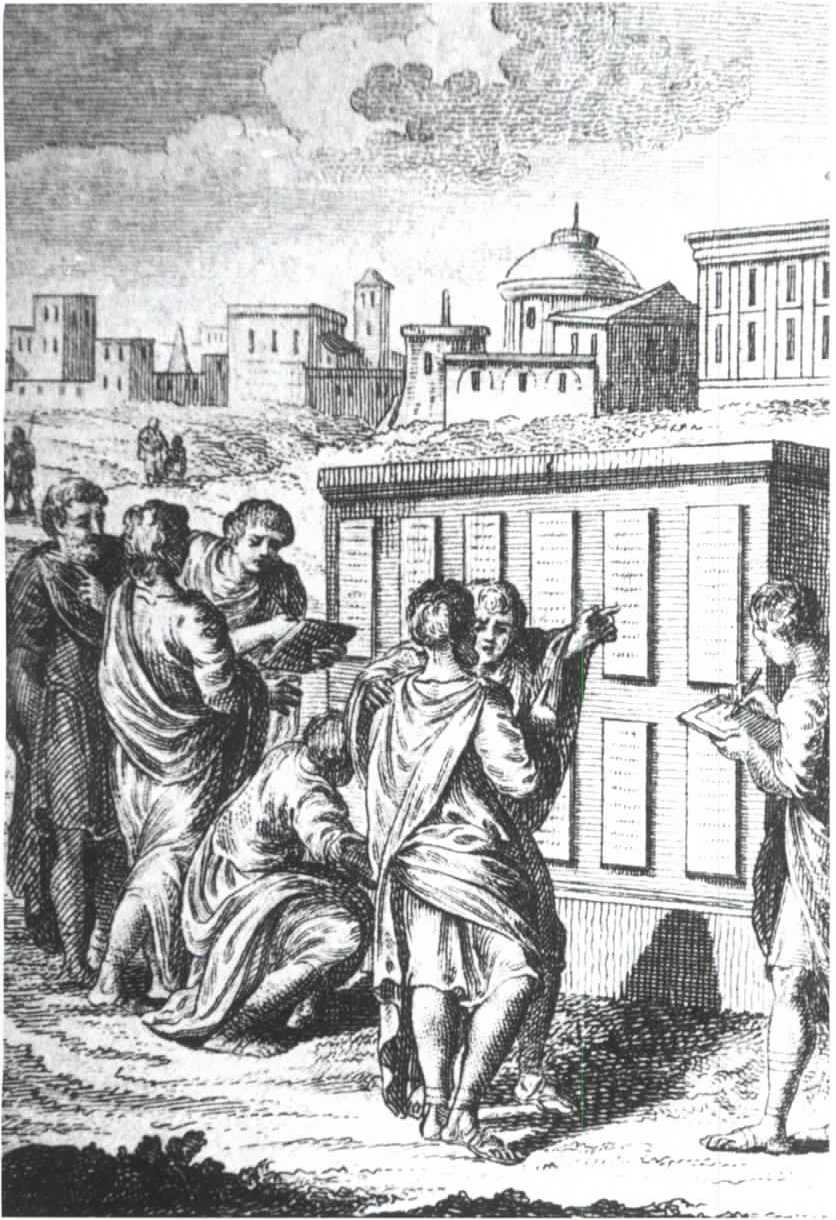
La pubblicazione delle XII tavole in un'incisione ottocentesca

Le leggi delle XII tavole (duodecim tabulae; duodecim tabularum leges) sono un corpo di leggi compilato nel 451-450 a.C. dai decemviri legibus scribundis, contenenti  regole di diritto privato, di diritto pubblico e di diritto sacro. Rappresentano una tra le prime codificazioni scritte del diritto romano, se si considerano le più antiche mores e lex regia. Il testo ci è giunto incompleto. 
(Marco Tullio Cicerone, De Oratore, I - 44, 195.)
Sotto l'aspetto della storia del diritto romano, le Tavole costituiscono la prima redazione scritta di leggi nella storia di Roma. Le fonti antiche, per giustificare questa innovazione, parlano di contatti con Ermodoro di Efeso, discendente del filosofo Eraclito. In effetti proprio nel VI-V secolo a.C. il mondo greco conobbe la legislazione scritta.
Secondo la versione tradizionale, tramandata dagli storici antichi, la creazione di un codice di leggi scritte sarebbe stata voluta dai plebei nel quadro delle lotte tra patrizi e plebei che si ebbero all'inizio dell'epoca repubblicana. In particolare, i plebei chiedevano un'attenuazione delle leggi contro i debitori insolventi e leggi scritte che limitassero l'arbitrio dei patrizi nell'amministrazione della giustizia. In quell'epoca, infatti, l'interpretazione del diritto era affidata al collegio sacerdotale dei pontefici, che era di esclusiva composizione patrizia.
Esse furono considerate dai Romani come fonte di tutto il diritto pubblico e privato (fons omnis publici privatique iuris). Secondo lo storico Ettore Pais i redattori non introdussero grandi novità, ma si sarebbero limitati a redigere per iscritto gli antichi mores. Il loro testo fu costantemente ampliato dalle generazioni successive, in modo da rafforzare le modifiche apportate allo ius civile, riconducendole fittiziamente all'autorità dell'antico testo decemvirale, che acquistò così, col tempo, un valore di tipo sacrale.

## Storia
Le fonti antiche giustificano l'influenza del diritto greco sulle Leggi delle XII tavole facendo riferimento ad un'ambasceria inviata da Roma ad Atene. Secondo questa tradizione, il tribuno della plebe Gaio Terentilio Arsa propose nel 462 a.C. la nomina di una commissione composta da appositi magistrati con l'incarico di redigere un codice di leggi scritte per sopperire all'oralità delle consuetudini (mores) allora in vigore. Il Senato, dopo un'iniziale opposizione (la proposta fu riformulata l'anno seguente dai cinque tribuni della plebe), votò nel 454 a.C. l'invio di una commissione di tre membri nominati dai concilia plebis in Grecia, per studiare le leggi di Atene e delle altre città. Tito Livio ci fornisce i nomi dei tre componenti della commissione: Spurio Postumio Albo Regillense, Aulo Manlio Vulsone e Servio Sulpicio Camerino Cornuto.
Più probabilmente, il diritto greco influenzò Roma attraverso i nomoteti di Magna Grecia e di Sicilia, in particolare Zaleuco di Locri e Caronda di Catania.
Nel 451 a.C. fu istituita una commissione di decemviri legibus scribundis che rimpiazzò le magistrature ordinarie, sia patrizie sia plebee, sospese in quell'anno. I componenti della commissione furono scelti tra gli ex magistrati patrizi; sempre T. Livio ce ne fornisce i nomi: 
- Appio Claudio Crasso, console;
- Tito Genucio Augurino, console;
- Tito Veturio Crasso Cicurino;
- Gaio Giulio Iullo;
- Aulo Manlio Vulsone;
- Servio Sulpicio Camerino Cornuto;
- Publio Sestio Capitone;
- Publio Curiazio Fisto Trigemino;
- Tito Romilio Roco Vaticano;
- Spurio Postumio Albo Regillense.

Seguendo il testo liviano, furono nominati decemviri i tre della commissione inviata ad Atene, in qualità di "esperti" e "Gli altri furono eletti per far numero" (Supplevere ceteri numerum).
Le dodici tavole (non sappiamo se di legno di quercia, d'avorio o di bronzo) vennero affisse nel foro, dove rimasero fino al saccheggio e all'incendio di Roma del 390 a.C. Cicerone narra che ancora ai suoi tempi (I secolo a.C.) il testo delle tavole veniva imparato a memoria dai bambini come una sorta di poema d'obbligo (ut carmen necessarium), e Livio le definisce come “fonte di tutto il diritto pubblico e privato [fons omnis publici privatique iuris]”. Il linguaggio delle tavole è ancora un linguaggio arcaico ed ellittico. Alcuni studiosi suppongono che le norme siano state scritte in metrica, per facilitare la memorizzazione.
Nel primo anno furono scritte le leggi delle prime dieci tavole, di volta in volta discusse in assemblea, e la commissione, non essendo stato completato il lavoro, fu prorogata anche all'anno seguente. Fu cambiata la composizione della commissione, che fu nuovamente eletta dai comizi centuriati. Secondo Dionigi di Alicarnasso entrarono a farne parte anche tre plebei, mentre Livio tramanda che fossero nuovamente tutti patrizi. La seconda commissione dei decemviri fu dominata dal patrizio Appio Claudio ed ebbe un comportamento dispotico.

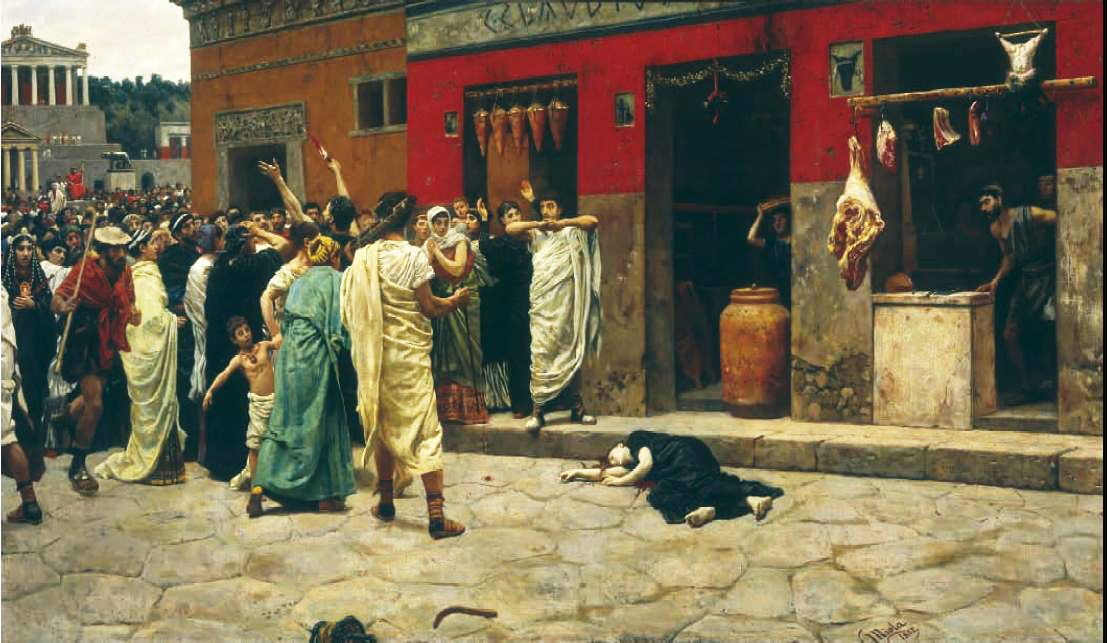
Verginia fu uccisa dal padre, Lucio Verginio, per non lasciarla cadere nelle mani di Appio Claudio Crasso

Le due tavole restanti furono scritte senza consultazione nell'assemblea. Il diffuso malcontento e un episodio legato a Verginia, una fanciulla plebea che  il padre preferì uccidere piuttosto che consegnare alle voglie dell'arrogante decemviro Appio Claudio, scatenarono una rivolta popolare e la deposizione della commissione, con il ripristino delle magistrature ordinarie. I consoli dell'anno 449 a.C. fecero incidere le leggi su tavole che vennero esposte in pubblico, nel Foro cittadino. Queste dodici tavole furono a lungo considerate diritto dei plebei.

## Contenuto
Il testo originale non è giunto integralmente fino a noi, poiché le tavole originali andarono perdute nel saccheggio di Roma da parte dei Galli di Brenno nel 390 a.C. Tuttavia, numerosi frammenti sono citati dalle fonti antiche, sia testualmente (ipsissima verba), anche se talora in forma rammodernata, sia come trascrizione, o spiegazione e commento delle singole norme. In alcuni casi sappiamo anche la tavola in cui il versetto era contenuto e il posto da esso occupato all'interno della tavola. Sulla base di queste reliquie gli studiosi hanno da lungo tempo provato a raccogliere tutte le citazioni pervenute per ordinarle in una ricostruzione del testo decemvirale (cosiddetta palingenesia). Nonostante gli sforzi profusi in questa direzione, ogni risultato raggiunto presenta un alto grado di arbitrarietà, del quale è opportuno essere consapevoli ogni qual volta si consideri il testo delle dodici tavole 'virtualmente' ricostruito dai moderni editori.
Le leggi dovevano coprire l'intero campo del diritto (diritto sacro, pubblico, penale, privato), compreso il processo. Si tratta di una raccolta delle consuetudini precedentemente esistenti e oralmente tramandate. Stando alle ricostruzioni del testo dei moderni editori, sembra che le prime tre tavole riguardassero il processo civile e l'esecuzione forzata, la quarta il diritto di famiglia, la quinta le successioni mortis causa, la sesta i negozi giuridici, la settima le proprietà immobiliari, l'ottava e la nona i delitti e i processi penali, la decima norme di diritto costituzionale (valore di legge per le decisioni del popolo in assemblea, proibizione dei privilegi, ecc.), mentre le ultime due - dette da Cicerone tabulae iniquae perché istituivano il divieto di matrimonio fra patrizi e plebei - avrebbero avuto carattere di appendice.
Nelle XII Tavole si prevedeva una sanzione speciale per i casi di lesione patrimoniale come il Furtum e i pauperies (danneggiamento derivante da comportamenti animali). Qui di seguito alcuni esempi:
- Colui che bruciò una casa e fatto morire nelle fiamme, la pena per aver bruciato la casa sarà:
  - risarcire il danno;
  - se no, castigato con una pena più lieve.
- Subiscono la pena incendiale chi appicca un incendio all'interno delle mura della città, mentre verrà applicata una pena più lieve per chi appicca un incendio a una casa. Bisogna valutare se la volontà del soggetto era:
  - dolosa: l'autore veniva legato, fustigato e messo a morte con il fuoco;
  - colposa: l'autore veniva condannato a risarcire il danno arrecato (noxiam sarcire).
- Caso costituito dal pascolo e dal danneggiamento notturni, dove viene usato il pascolo e portato nel fondo altrui danneggiando i frutti. Il colpevole verrà condannato, se:
  - era adulto (pubere): condannato alla pena di morte attraverso l'impiccagione e sacrificato alla dea Cerere (dea della fertilità dei campi);
  - non era adulto (impubere): condannato al risarcimento del danno.

## Estratti dalle XII tavole

### Tavola I (procedura civile)
Se si sottrae o tenta di fuggire, gli ponga le mani addosso. 
Se la malattia o l'età avanzata sono un impedimento, gli sia dato un mulo. Se non lo vuole, non gli sia data alcuna lettiga.
Se ambo i contendenti sono presenti, il tramonto sia il limite ultimo del processo.

### Tavola II (procedura civile)
Grave malattia... o chicchessia un giorno stabilito contro il nemico... se qualcuno di questi è un impedimento per il giudice o qualsiasi partito, quel giorno i procedimenti devono essere sospesi.
Uno che cerca testimonianza da un assente deve gridare davanti alla sua porta ogni quarto giorno.

### Tavola III (procedura esecutiva)
Per un debito riconosciuto, una volta emessa sentenza regolare, il termine di legge sarà di trenta giorni.
Dopo ciò, ci sia l'imposizione della mano (manus iniectio) e il debitore sia trascinato in giudizio. Se il debitore non paga la condanna e nessuno garantisce per lui, il creditore può portare via con sé il convenuto in catene. Lo può legare con pesi di almeno 15 libbre. Il debitore può sfamarsi come desidera. Se egli non riesce a sfamarsi da solo, il creditore deve dargli una libbra di grano al giorno. Se vuole può dargliene di più.
(Leg. XI.)

Nei confronti dello straniero, è perpetuo l'obbligo di garantire la proprietà della merce.

### Tavola V (eredità)
(Tav. V, 4.)
(Tav. V, 5.)
(Tav. V, 7.)

### Tavola VII (mantenimento delle strade)
(Tav. VII, 7.)
(Tav. VII, 8.)

### Tavola VIII (illeciti)
(Tav. VIII, 1.)
(Tav. VIII, 2.)
(Tav. VIII, 3.)
(Tav. VIII, 8.)
(Tav. VIII, 12.)
(Tav. VIII, 13.)
(Tav. VIII, 21.)
(Tav. VIII, 22.)
(Tav. VIII, 24.)

### Tavola IX (principi del processo penale e controversie)
(Tav. IX)

### Tavola X (regole per i funerali)
(Tav. X)
(Tav.X)
(Tav. X)

### Tavola XI (matrimonio)
(Tav. XI)

### Tavola XII (crimini)
(Tav. XII)
(Tav. XII)